# Folkvind
Folkvind var en svensk folkmusikgrupp.
Folkvind bestod av Eva Tjörnebo (sång), Peter Ersson (nyckelharpa, cittra, gitarr) och Torbjörn Näsbom. Gruppen gav 1977 ut det själbetitlade musikalbumet Folkvind (Oktober OSLP 514), vilket har ett sound liknande Emigrantorkestern och på vilket Marie-Louice Söderström (från Fria Proteatern) och Slim Lidén medverkar som gästartister. Eva Tjörnebo har senare haft en solokarriär som vissångerska.  